# IRAS 17441-2411
IRAS 17441-2411 im englischen auch Silkworm Nebula ist ein präplanetarischer Nebel.